# سامانه مرجع ژئودتیک ۱۹۸۰
سامانه مرجع ژئودتیک ۱۹۸۰ یا GRS ۸۰ یک سامانه مرجع ژئودتیک متشکل از یک بیضوی مرجع جهانی و یک مدل میدان جاذبه است.

## ژئودزی
ژئودزی یک رشته علمی است که با اندازه‌گیری و نمایش زمین، میدان گرانشی و پدیده‌های ژئودینامیک (حرکت قطبی، جزر و مد زمین و حرکت پوسته) در فضای سه بعدی با زمان متغیر سر و کار دارد.
اساساً ژئوئید، شکل انتزاعی زمین از ویژگی‌های توپوگرافی آن است. این یک سطح تعادل ایده‌آل از آب دریا، سطح متوسط سطح دریا در غیاب جریان، تغییرات فشار هوا و غیره است و در مناطق قاره‌ای ادامه دارد. ژئوئید برخلاف بیضوی، بی‌قاعده و پیچیده‌است و به عنوان سطح محاسباتی برای حل مسایل هندسی مانند موقعیت نقطه‌ای عمل می‌کند. فاصله هندسی بین آن و بیضوی مرجع، موج ژئوئیدی یا معمولاً فاصله ژئوئید-بیضوی نامیده می‌شود که بین ۱۱۰± متر متغیر است.